# Rumpesjön (naturreservat)
Rumpesjön är ett naturreservat i Bengtsfors kommun i Västra Götalands län.
Området är naturskyddat sedan 2016 och är 22 hektar stort. Reservatet omfattar höjder vid norra vikarna av Rumpesjön. Reservatet består av hällmarkstallskog, granskog och sumspskog.